# Ximian
Ximian是一家為基於GNOME平台的Linux與Unix供應開放原始碼桌面應用程式的公司。Ximian（原名為Helix Code，再之前為International Gnome Support，儘管這名字實際上只在策劃階段時使用）由米格爾·德伊卡薩與Nat Friedman於1999年10月創立，於2003年8月4日被Novell收購。Novell打算使用Ximian的名字繼續及擴展開發現時Ximian所有的計劃，同時為自己的GroupWise與ZENworks軟體加入支援。
Ximian會開發新產品及"潤飾"現存的開放原始碼計劃以提供更協調的運作，該些項目會同梱到其產品Ximian Desktop中——一系列綜合的開源應用程式，提供一般商業用戶可能會需要的所有工具。現有稱之為"Ximianized"版的GNOME、OpenOffice.org與Pidgin以及下列的全新產品：
- Novell Evolution
- Ximian Connector
- RXimian Red Carpet
- Bonobo

Ximian是Desktop Linux Consortium的創辦成員之一，並推動了Mono的開發，一個實現了微軟.NET的自由軟體。
除Ximian的創辦人外Novell現時雇用了多名開放原始碼的傑出人物，包括了Dave Camp、Federico Mena與Joe Shaw。